# Amuze
Amuze var en spelutvecklare som grundades 1996 i Stockholm av John Kroknes och Stefan Holmqvist. År 2005 stängdes studion. Amuze är mest kända för att ha gjort spelen Headhunter och uppföljaren Headhunter 2: Redemption. Alla deras spel gavs ut av Sega.
Dreamcast-versionen av Headhunter var exklusivt för den europeiska marknaden.

## Utgivna spel
| Speltitel                | Datum | Format                   |
| ------------------------ | ----- | ------------------------ |
| Headhunter               | 2002  | Dreamcast, Playstation 2 |
| Headhunter 2: Redemption | 2004  | Playstation 2, Xbox      |